# Slag bij Blackwater Creek
De Slag bij Blackwater Creek vond plaats op 19 december 1861 in Johnson County (Missouri) tijdens de Amerikaanse Burgeroorlog. Een andere naam is de Slag bij Milford.

## Achtergrond
Na de Eerste Slag bij Lexington trok de Missouri State Guard zich terug naar het zuidwestelijk deel van Missouri. Sommige Zuidelijke officieren bleven achter om manschappen te rekruteren voor de Zuidelijke zaak. Eén ervan was kolonel Franklin S. Robertson. Hij was geboren in Kentucky en had zijn rang gekregen van generaal-majoor Sterling Price in Lexington.
Brigadegeneraal John Pope, commandant van de Noordelijke troepen in Centraal-Missouri, was vastbesloten om de Zuidelijke rekrutering een halt toe te roepen. Hij marcheerde in zuidwestelijke richting richting Sedalia voor hij in noordelijke richting naar Warrensburg optrok.
Robertson verzamelde zijn rekruten bij Grand Pass, waar ze ook hun officieren verkozen. Op 16 december marcheerden Robertson en zijn 750 soldaten naar het zuiden. Eerst zouden ze aansluiting zoeken met de rekruten van kolonel J.J. Clarkson nabij Warrensburg, Missouri. Daarna zouden ze verder marcheren naar generaal Price. Ze slaagden er niet in om aansluiting te vinden met Clarkson. Ze werden we versterkt door eenheden onder kolonel Ebenezer Magoffin, die net vrijgelaten was uit gevangenschap. Op 18 december ontving Pope inlichtingen over de kampplaats van Robertson nabij Milford.

## De slag
In de morgen van 19 december marcheerde Pope naar Knob Noster, Missouri. Kolonel Jefferson C. Davis kreeg de opdracht om met zijn brigade de brug bij Blackwater te veroveren. Tegelijkertijd zou de 2de Missouri Cavalerie (Merill's Horse) een flankbeweging in noordoostelijke richting uitvoeren.
Toen Robertson besefte in wat voor gevaarlijke situatie zijn mannen beland waren, vormde hij een slaglinie met ongeveer 250 soldaten. De rest werd, onder leiding van Magoffin, naar de brug gestuurd om deze te veroveren voor de Noordelijken arriveerden.
De Zuidelijken verloren al snel de brug. Kolonel Davis had drie compagnieën van de 4de U.S. Cavalerie naar voor gestuurd onder leiding an luitenant Charles Copley Amory, met de 1st Iowa Cavalerie ter ondersteuning. Amory liet zijn mannen van hun paarden stappen en vuurde twee salvo's af op de vijand. Ze bestegen opnieuw hun paarden en vielen de verdedigers van de brug aan. Deze laatste liepen weg. De Noordelijke cavalerie zette de achtervolging in. Toen ze in contact kwamen met de slaglinie verloren ze enkele soldaten. Nu rukte de Noordelijke infanterie op. De omsingeling van de Zuidelijken was volledig. Na een korte wapenstilstand gaven Robertsons mannen zich over.

## Gevolgen
De Noordelijken hadden maar twee gesneuvelden en acht gewonden te betreuren. Generaal Pope verstuurde het bericht dat hij en zijn mannen "ongeveer 1.300 soldaten, 3 kolonels (Robinson, Alexander en Magoffin), één luitenant-kolonel, één majoor (Harris), 51 andere officieren, 500 paarden en pakezels, 73 wagens met buskruit, lood, tenten, 1.000 geweren en allerhande voorraden had buitgemaakt". Dit lijkt overdreven, aangezien de rapporten melding maken van 684 soldaten en burgers die uiteindelijk in gevangenschap terechtkwamen.
Deze slag resulteerde in het gevangennemen van alle nieuwe rekruten voor de Missouri State Guard regiment, wat nieuwe Zuidelijke rekruteringen zeer moeilijk zou maken.
John Pope zou een tweede groot succes kennen met de Slag bij Island Number Ten. Daar nam hij 4.500 Zuidelijken krijgsgevangen. President Abraham Lincoln benoemde hem tot bevelhebber van het Army of Virginia, waarmee hij een zware nederlaag zou meemaken in de Tweede Slag bij Bull Run.
Na zijn vrijlating in de zomer van 1862 nam Franklin Robertson opnieuw dienst nemen als kapitein in het Zuidelijke leger.